# Val Pusteria
La val Pusteria o valle Pusteria (in tedesco Pustertal; in ladino Val de Puster) è una valle delle Alpi Centro-orientali, situata tra l'Alto Adige e il Tirolo Orientale, lunga circa 100 km, disposta in direzione est-ovest, compresa tra Bressanone e Lienz e circondata dalle Alpi Pusteresi. La parte italiana della valle forma la Comunità comprensoriale Val Pusteria.

## Storia

### Dalle origini al XIX secolo
Prima che i Romani conquistassero la valle, erano presenti i Celti e un numero minore di Reti. La Val Pusteria apparteneva al regno celtico del Norico. La valle potrebbe essere stata scarsamente popolata.  Nei pressi dell'odierna San Lorenzo di Sebato si trovava l'oppidum celtico Sebatum e vicino a San Candido un piccolo insediamento, presumibilmente celtico, chiamato Littamum, che fu poi trasformato dai Romani in una stazione stradale. 
Attorno al 50 d.C. fu costruita la famosa via Claudia Augusta che congiungeva Verona ad Augusta.
Nella valle furono trovate alcune pietre miliari che provano che la Pusteria era collegata alla ben più nota arteria. È del 974 la prima menzione documentale della valle con la denominazione di Pustrussa. Nel 1764 l'imperatrice Maria Teresa d'Asburgo diede l'avvio al potenziamento della sede stradale e quindi al servizio postale che passava per la Pusteria. Poco meno di un secolo dopo, nel 1847, l'imperatore Ferdinando I d'Austria potenziò la strada della Pusteria, in quanto questa era una via strategica tra Vienna e l'Italia settentrionale.

### Prima guerra mondiale
La Croda Rossa di Sesto (Rotwand) diventò il maggior teatro degli scontri tra Italia e Austria-Ungheria per quanto riguarda la valle. Sesto, San Candido e Dobbiaco sono tra i paesi della Val Pusteria più coinvolti durante la Grande Guerra. Sono presenti nel territorio diversi sacrari e cimiteri militari, oltre a monumenti, fortificazioni e trincee.

### Età contemporanea
Nel 1938 fu nuovamente messo mano alla sede stradale da parte dell'ANAS. Oltre ad alcune modifiche nel tracciato, la carreggiata fu ampliata in tutto il suo percorso. Sempre in quegli anni, fu deciso di fortificare la vallata, in quanto si riteneva una via strategica; furono costruiti diversi sbarramenti difensivi, appartenenti al XV Settore di Copertura Pusteria del Vallo Alpino in Alto Adige.
Nel dopoguerra si incominciò a pensare al potenziamento della strada Alemagna, che doveva collegare Venezia a Monaco, ma fin dagli anni settanta si ebbero diverse proteste da parte della popolazione locale. Negli anni novanta il traffico in Pusteria raggiunse livelli tali che la provincia incominciò a costruire diverse circonvallazioni, a Brunico e in seguito a Rio di Pusteria, Monguelfo e Villabassa.

## Geografia fisica

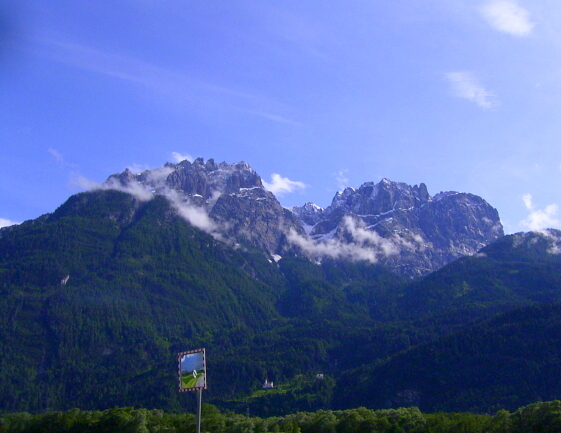
Montagne appartenenti al parco naturale Fanes - Sennes e Braies, in val Pusteria.

Geograficamente la val Pusteria si trova nella parte occidentale del Filone Periadriatico, che separa le Alpi calcaree meridionali da quelle centrali (e anche la maggior parte del calcare alpino dallo gneiss e ardesia delle vette della sezione centrale). Metà della valle scende verso ovest nel bacino dell'Adriatico (attraverso l'Isarco e quindi l'Adige) e l'altra metà scende verso il bacino del Mar Nero (attraverso il Danubio).
Lo spartiacque si trova nel fondovalle, al valico della Sella di Dobbiaco. La Rienza scorre nella Pusteria Occidentale (nota anche come "Valle verde"), mentre nella parte orientale (detta anche Alta Pusteria/Hochpustertal), divisa tra Italia e Austria, scorre la Drava. La Chiusa di Rio di Pusteria, o la conca di Bressanone, dove la Val Pusteria sfocia nella Valle Isarco, è considerata il confine occidentale della Val Pusteria. La Chiusa di Lienz è il limite orientale della Val Pusteria. I confini politici della val Pusteria non coincidono però con quelli geografici, il confine di Stato, infatti, dopo la fine della Prima guerra mondiale del 1918, non è posto sulla linea di displuvio o spartiacque (sella di Dobbiaco) ma, per ragioni strettamente militari fu fissato 6 chilometri più a est, a una quota inferiore, precisamente in località Prato alla Drava. 
La val Pusteria è quindi politicamente suddivisa tra due stati: l'Italia e l'Austria. A est di Sillian la val Pusteria lascia la linea Periadriatica (che passa nella Gailtal) e si orienta verso nord-est avvicinandosi alla città austriaca di Lienz. Le maggiori valli laterali della Pusteria sono la valle Aurina, val Badia, valle di Casies, valle di Sesto, val di Landro, valle di Anterselva, val di Marebbe, val di Braies e, in Austria, la valle di Villgraten. I più importanti affluenti del Rienza sono il rio Anterselva, il torrente Aurino, il rio Braies, il rio Casies, il Gadera, il rio di Fundres e il rio Luson. I più importanti affluenti della Drava sono il rio Sesto e il rio Villgraten. Le città pusteresi sono collocate a un'altitudine compresa tra 750 e 1.180 metri sul livello del mare. Nella parte occidentale i centri abitati maggiori sono Dobbiaco, Monguelfo-Tesido, Valdaora, Brunico e Chienes; nella parte orientale San Candido, Sillian, Mittewald, Heinfels, Kartitsch, Außervillgraten e Innervillgraten.

### Principali valichi

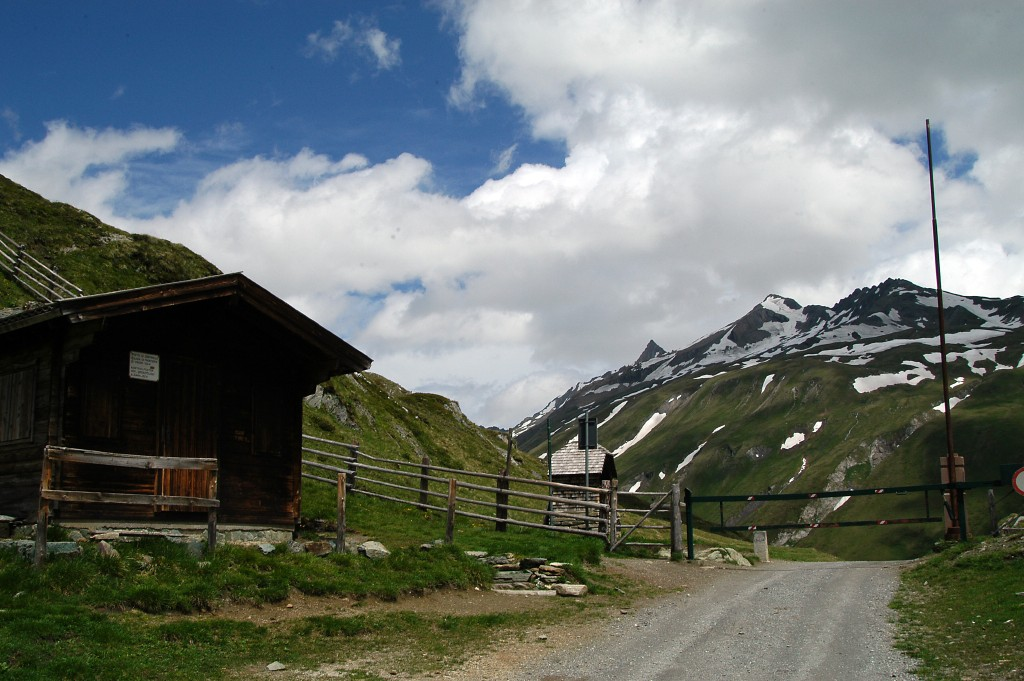
Passo Gola

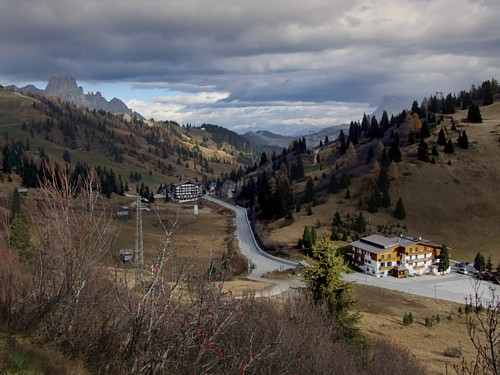
Passo di Campolongo

- Con l'Austria
  - Passo Gola
  - Passo Stalle
  - Forcella del Picco
- Con il Veneto
  - Passo Cimabanche
  - Passo di Monte Croce di Comelico
  - Passo di Campolongo
- In Alto Adige
  - Passo delle Erbe
  - Passo Gardena
  - Sella di Dobbiaco
  - Passo Furcia

### Parchi naturali
- Parco naturale Dolomiti di Sesto
- Parco naturale Fanes - Sennes - Braies
- Parco naturale Vedrette di Ries-Aurina

## Infrastrutture e trasporti
La stretta valle è percorsa dalla ferrovia della Val Pusteria e dalla strada statale 49 della Pusteria e, quasi sempre parallelamente a queste, c'è la pista ciclabile della Pusteria.

## Galleria d'immagini

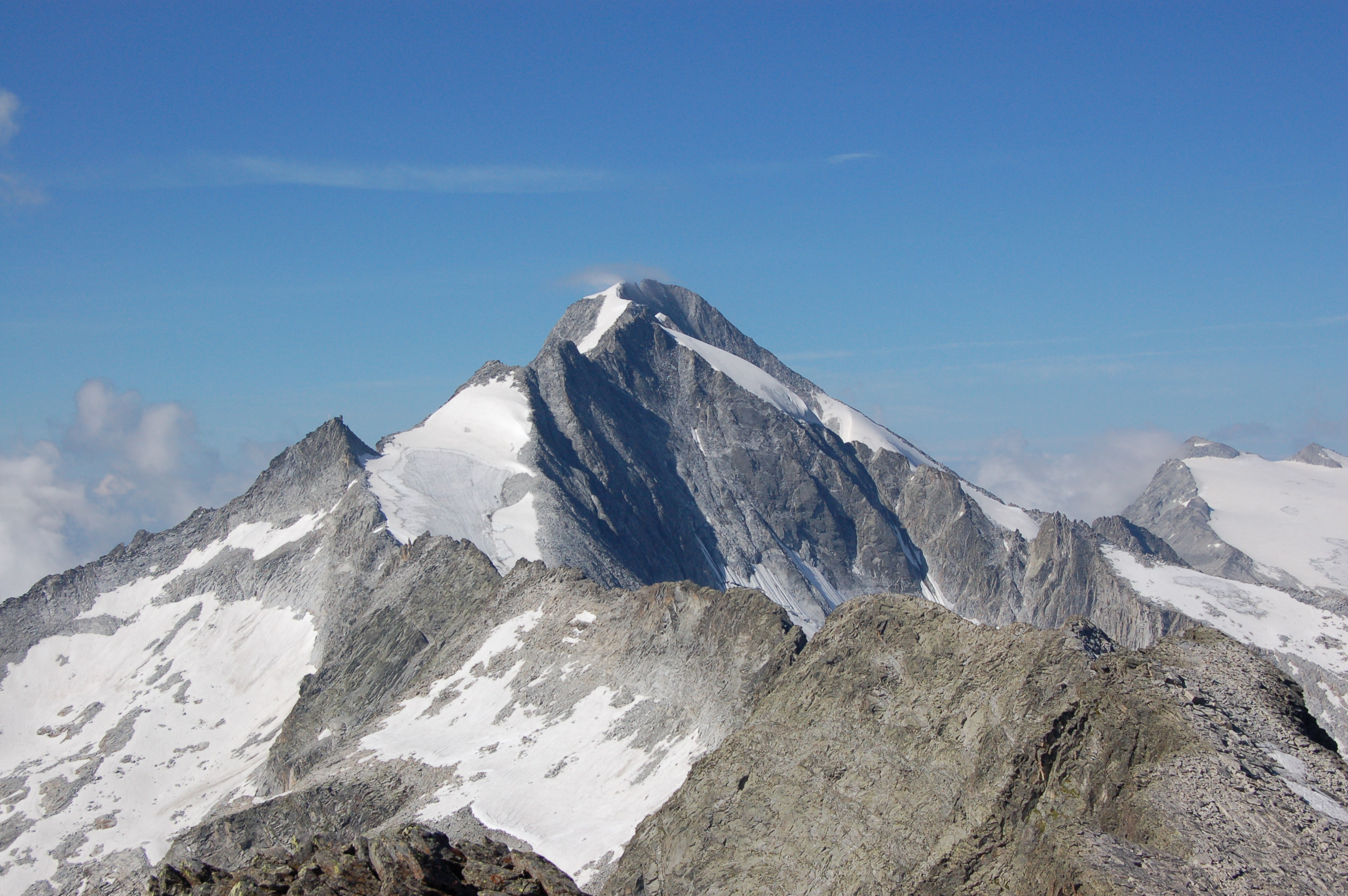
Monte Collalto
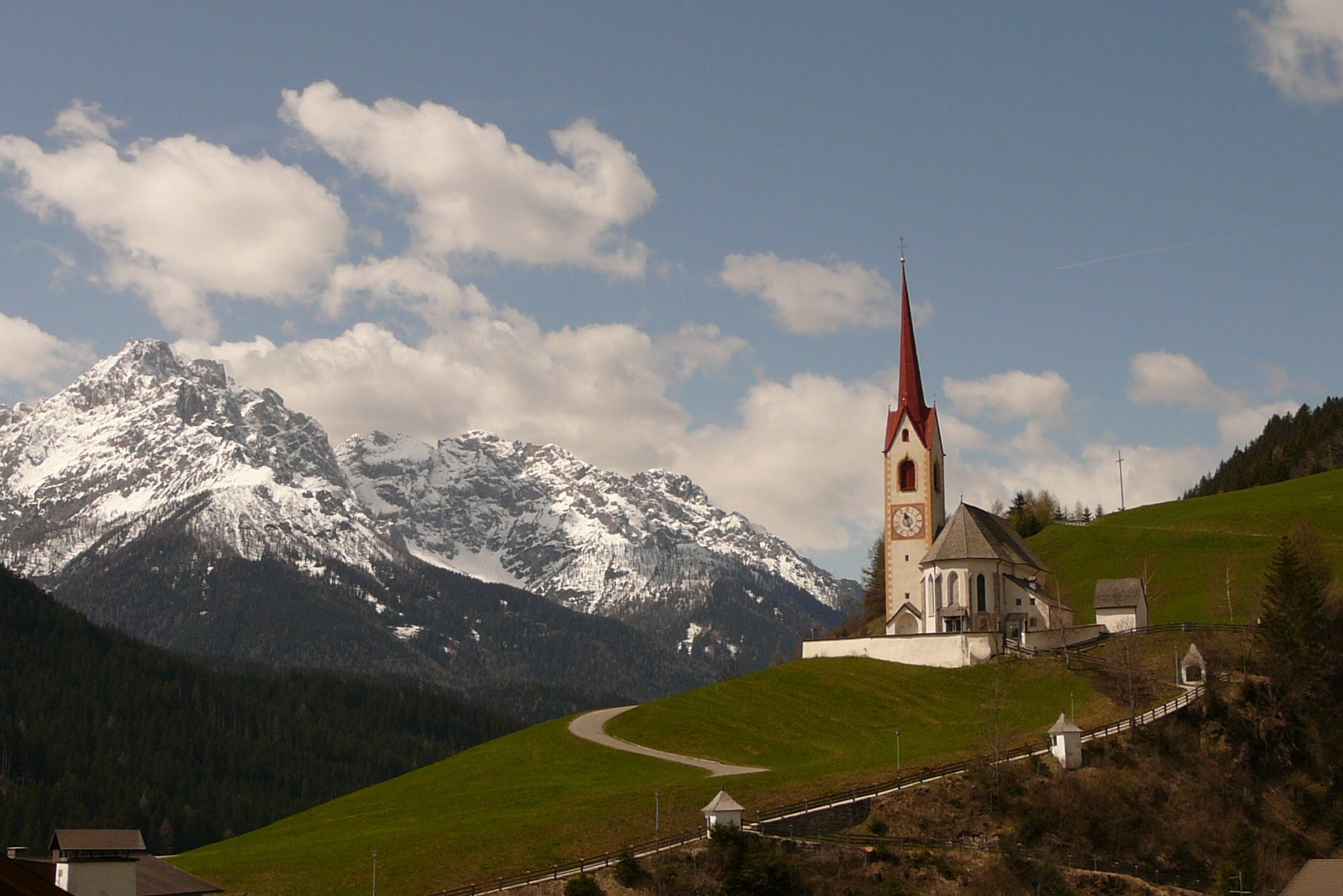
Prato alla Drava
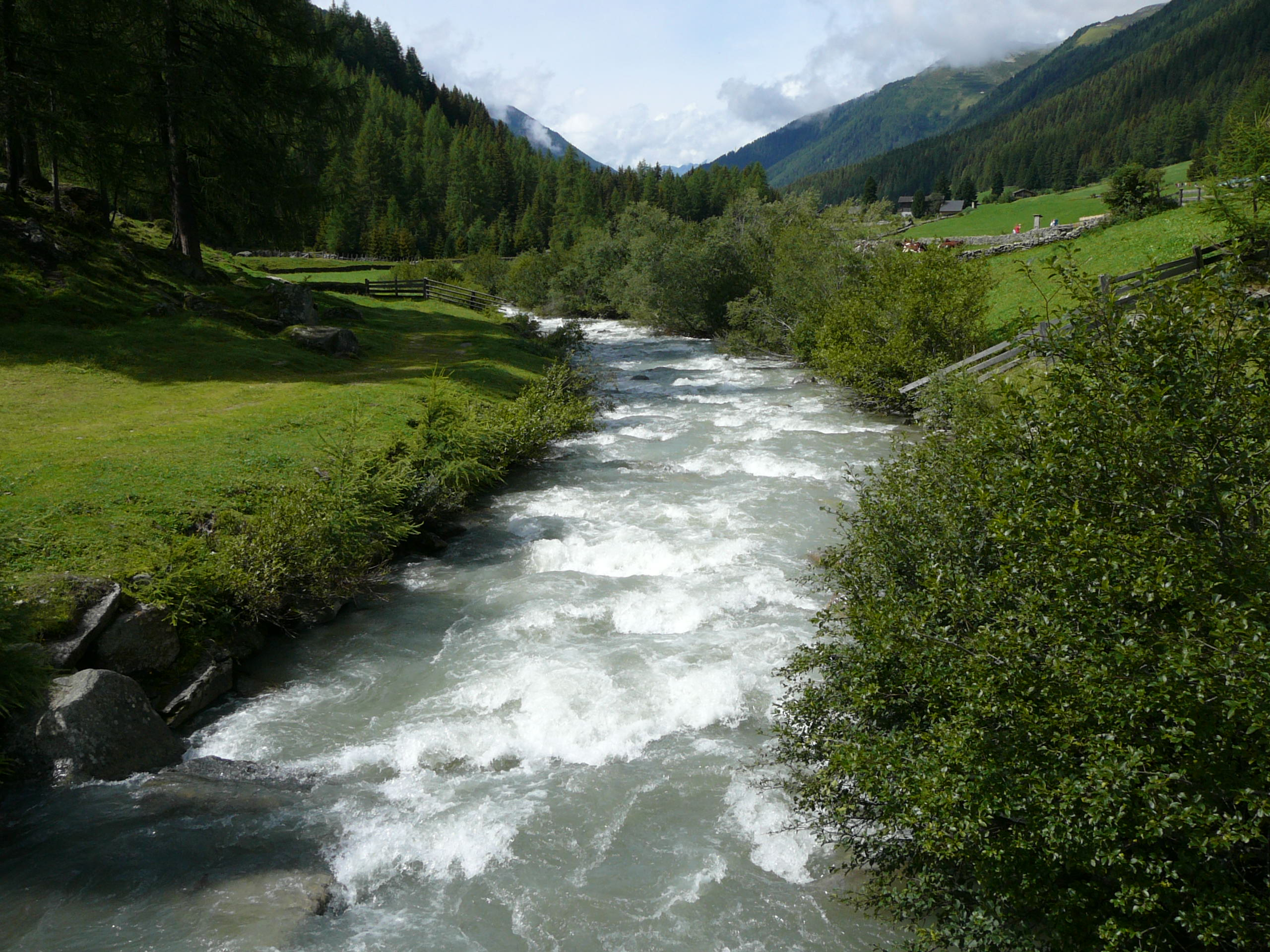
Torrente Aurino